# Comuna Volodîmîrivka, Domanivka
Volodîmîrivka (în ucraineană Володимирівка) este o comună în raionul Domanivka, regiunea Mîkolaiiv, Ucraina, formată din satele Kopî, Novoselivka, Oleksandrivka, Șevcenko, Șîroki Krînîți și Volodîmîrivka (reședința).

## Demografie
Componența lingvistică a comunei Volodîmîrivka
     Ucraineană (93,07%)
     Română (4,67%)
     Rusă (1,93%)
Conform recensământului din 2001, majoritatea populației comunei Volodîmîrivka era vorbitoare de ucraineană (93,07%), existând în minoritate și vorbitori de română (4,67%) și rusă (1,93%).